# 1828年4月14日日食
1828年4月14日日食为一次在协调世界时1828年4月14日出現的全環食。該次日食食分為1.0029，食甚維持0分18秒。

## 概述
這次日食的食分是1.0029，維持0分18秒。

## 基本參數
- 類型：
- 食甚資料：
  - 日期：1828年4月14日
  - 時間：9時19分38秒
  - 地點：18N 38E
  - 食分：1.0029
  - 持續時間：0分18秒

## 文獻記錄
中國史書《清實錄》記載，「道光八年戊子，三月庚子朔，日食。」</ref>經後人推算，西元1828年4月14日中國時區下午18點50分，北京可見食分0.49。

## 外部連結
- NASA日食專頁（页面存档备份，存于）（英文）